# Picot garser d'Indonèsia
El picot garser d'Indonèsia (Picoides moluccensis) és una espècie d'ocell de la família dels pícids (Picidae) que habita boscos, manglars i ciutats de la costa de Malaia, Sumatra, Borneo, Java, Bali, Lombok i Sumbawa.